# Catherine Mercier
Catherine Mercier (née en 1978 à Rimouski) est une journaliste québécoise et une animatrice de télévision. 
Depuis le printemps 2011 jusqu'en 2013, elle est correspondante et chef de bureau de la télévision de Radio-Canada et CBC Television  à Pékin, en Chine. Après quoi, elle anime à Radio-Canada l'émission télévisuelle La Semaine verte.

## Jeunesse et formation
Née à Rimouski, Catherine Mercier a vécu son enfance au Bic (intégré depuis à Rimouski) et détient un diplôme en musique (elle a étudié 10 ans au Conservatoire et joue du violoncelle) ainsi qu’un baccalauréat en études russes et allemandes de l’Université McGill. Sa curiosité et sa passion d’apprendre la mènent à trouver un poste comme chercheuse à Radio-Canada.

## Carrière
Entrée à Radio-Canada en 2002, Catherine Mercier exerce plusieurs fonctions notamment présentatrice, reporter et réalisatrice. Pendant plusieurs années, elle anime l’émission RDI Junior, un bulletin de nouvelles destiné au 9-12 ans.
En 2007, elle collabore à la toute première saison de l'émission Une heure sur Terre et se rend ensuite à Pékin, lors des Jeux olympiques de 2008, avec l'équipe de À l'heure de la Chine. En septembre 2008, elle est nommée au poste de réalisatrice aux Nations unies à New York pour Radio-Canada et CBC. Elle couvre plusieurs grands événements dont les cérémonies de commémoration de la tragédie du 11 septembre, le procès de Bernard Madoff et la tentative d'attentat à la bombe sur Times Square. Elle est en poste à New York pendant plus de 2 ans, puis, en décembre 2010, Radio-Canada annonce sa nomination comme chef de bureau et correspondante à Pékin. À ce titre, elle couvre notamment le tsunami qui ravage le Japon en mars 2011.
Catherine Mercier anime également la série Amour, haine et propagande, dont les deux premières saisons ont été diffusées en 2010 et 2011. Il s'agit d'une série documentaire portant sur le rôle joué par la propagande pendant la Deuxième Guerre mondiale et lors de la Guerre froide. Une troisième saison est prévue en 2012.
Le 7 novembre 2011, Catherine Mercier participe, au Centre d'études et de recherches internationales de l'Université de Montréal, à la Semaine des correspondants.
Le 30 avril 2013, le directeur général de l’information de Radio-Canada, Michel Cormier, annonce que Catherine Mercier est choisie pour animer l'émission télévisuelle La Semaine verte à partir de l'automne 2013, en succédant à Errol Duchaine, qui quitte l'animation de l'émission après 11 ans à sa présentation.